# توکوگاوا مونه‌تادا
توکوگاوا مونه‌تادا (به ژاپنی: 徳川 宗尹 Tokugawa Munetada); ۷ سپتامبر ۱۷۲۱ – ۱۳ ژانویهٔ ۱۷۶۵ سامورایی اهل ژاپن بود.